# Ali Lazrak
Ali Lazrak (Azzaouia (Marokko), 16 januari 1948 – Tanger, 14 juni 2016) was een Nederlands politicus van Marokkaanse afkomst. Na afsplitsing van de Socialistische Partij, waarvoor hij in 2002 in de Tweede Kamer was gekomen, zat hij als eenmansfractie Groep Lazrak tot november 2006 in het parlement.

## Loopbaan
Hij woonde sinds 1971 in Nederland, waar hij voor DAF kwam werken. Later werkte hij ook als tolk en als journalist.
Tot 2000 was Lazrak lid van de Partij van de Arbeid. Vervolgens werd hij SP-lid. In 2002 werd hij gekozen als Tweede Kamerlid voor de SP. Lazrak hield zich vooral bezig met integratie- en minderhedenbeleid.
Op 3 juli 2002 hield hij zijn maidenspeech in een debat naar aanleiding van uitspraken van enkele imams.

### Commissie-Blok
In september 2003 stapte Lazrak uit de commissie-Blok, die op dat moment het Nederlandse integratiebeleid onderzocht. Deze commissie kwam er na een breed door de Tweede Kamer gedragen motie van Jan Marijnissen. Lazrak gaf als reden op, dat hij meende dat er sprake was van belangenverstrengeling tussen wetenschappers en de politiek. Hoewel dit in eerste instantie leidde tot woede van de fractievoorzitter van de SP, Jan Marijnissen, onderschreef de SP-fractie later de kritiek van Lazrak wel.

### Conflict met Marijnissen
Eind 2003 raakte Lazrak in conflict met Jan Marijnissen en het SP-bestuur. Hij had twee grote punten van kritiek:
- Hij was het niet eens met de afdrachtregeling van zijn salaris.
- Hij vond de manier van werken van Marijnissen dictatoriaal.

Lazraks collega Piet de Ruiter onderschreef de kritiek van Lazrak wat betreft de werkwijze binnen de fractie en de afdrachtregeling. Lazrak uitte zijn kritiek onder meer in een interview in HP/De Tijd, wat tot irritatie leidde bij Marijnissen.
SP-volksvertegenwoordigers maken hun salaris over aan de partij. Tweede Kamerleden van de SP ontvangen in ruil daarvoor een modaal salaris van de partij. Lazrak had kritiek op de regeling en maakte maar een klein deel van de afdracht over. Lazrak was van mening dat de overeenkomst over de salarisafdracht die hij met de SP had gesloten niet rechtsgeldig was.
Na dit conflict splitste Lazrak zich af van de SP-fractie en begon hij een eenmansfractie. Dit kon hij doen vanwege het vrij mandaat. In de Tweede Kamer viel hij vooral op door zijn herhaalde afwezigheid. Uit onderzoek van RTL-nieuws eind oktober 2006 bleek dat Lazrak gedurende de laatste 12 maanden van zijn ambtstermijn bij 70% van de Tweede Kamer-vergaderingen afwezig was, waarmee hij ruim bovenaan het klassement van meest afwezige Kamerleden stond. Hij diende in deze periode geen enkele motie in en stelde ook geen enkele Kamervraag.

### Conflicten over bijdragen aan de Groep Lazrak
Lazrak stelde zich niet kandidaat voor de Tweede Kamerverkiezingen van 2006. Aan het einde van zijn politieke loopbaan kwam Lazrak in opspraak, toen uit onderzoek van een accountant bleek dat hij ten onrechte 8000 euro had gedeclareerd voor wetenschappelijk onderzoek. Het presidium van de Tweede Kamer eiste vervolgens dit geld terug. Als eenmansfractie had de Groep Lazrak niet de beschikking over een wetenschappelijk bureau en kon hij derhalve de kosten voor wetenschappelijk onderzoek niet opvoeren. Lazrak ontkende te hebben gefraudeerd.
Op 18 december 2007 werd bekend dat Lazrak een bedrag van 25.000 euro aan de Tweede Kamer moet terugbetalen vanwege het opvoeren van kosten die niet aantoonbaar zijn.

## Overlijden
Lazrak overleed op 68-jarige leeftijd in een Marokkaans ziekenhuis aan de gevolgen van longkanker. Hij werd dezelfde dag begraven in Tanger.